# René Frémin
René Frémin (Parigi, 1º ottobre 1672 – Parigi, 17 febbraio 1744) è stato uno scultore francese.

## Biografia

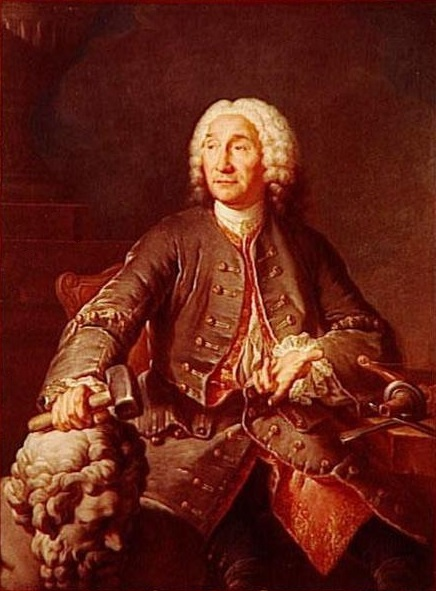
Louis Autreau, René Frémin, 1741

Frémin nacque il 1º ottobre 1672 a Parigi da Jean Frémin, orafo, e Marguerite Tartarin, nipote del pittore Charles de La Fosse. Allievo degli scultori francesi François Girardon ed Antoine Coysevox, Frémin vinse il Prix de Rome per la scultura nel 1694 e trascorse per questo gli anni successivi all'Accademia di Francia a Roma. Durante questo periodo, ha contribuito con due rilievi barocchi in bronzo all'insieme scultoreo dell'altare di sant'Ignazio nella Chiesa del Gesù.
Frémin tornò a Parigi verso la fine del 1699 e poco dopo fu ammesso all'Académie royale de peinture et de sculpture come accademico in seguito alla presentazione del rilievo in marmo Il tempo che svela la verità. Realizzò sculture per il parco di Rambouillet e per la Galleria degli Specchi della Reggia di Versailles. Frémin fu anche responsabile della decorazione della facciata dell'edificio che ospitava i grandi magazzini La Samaritaine sul Ponte Nuovo a Parigi.
Frémin sposò Suzanne Cartaud, figlia dell'architetto Sylvain Cartaud e sorella di Jean-Sylvain Cartaud, il 22 novembre 1707. Insieme ebbero due figli, Jean Sylvain e Claude-René, entrambi assunti dalla Corona francese.
Lasciò la Francia nel 1721 per rispondere all'invito del re Filippo V di Spagna a lavorare alla decorazione scultorea del parco del Palazzo Reale della Granja de San Ildefonso. Il suo lavoro fu notevole, ma tornò in Francia nel 1738 dopo aver accumulato una grande fortuna. Al suo posto, Filippo V invitò a corte Jacques Bousseau.
Eletto direttore dell'Accademia reale nel 1742, Frémin muore nel Palazzo del Louvre il 17 febbraio 1744.

## Galleria d'immagini

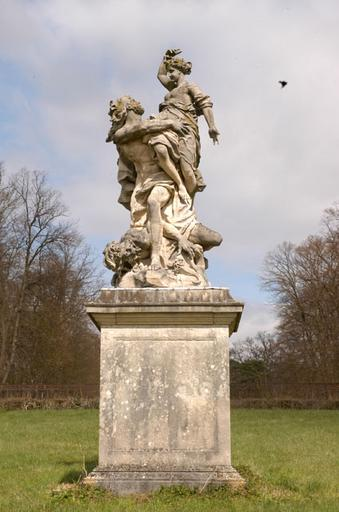
Ercole rapisce Deianira, 1704, Castello di Chantilly
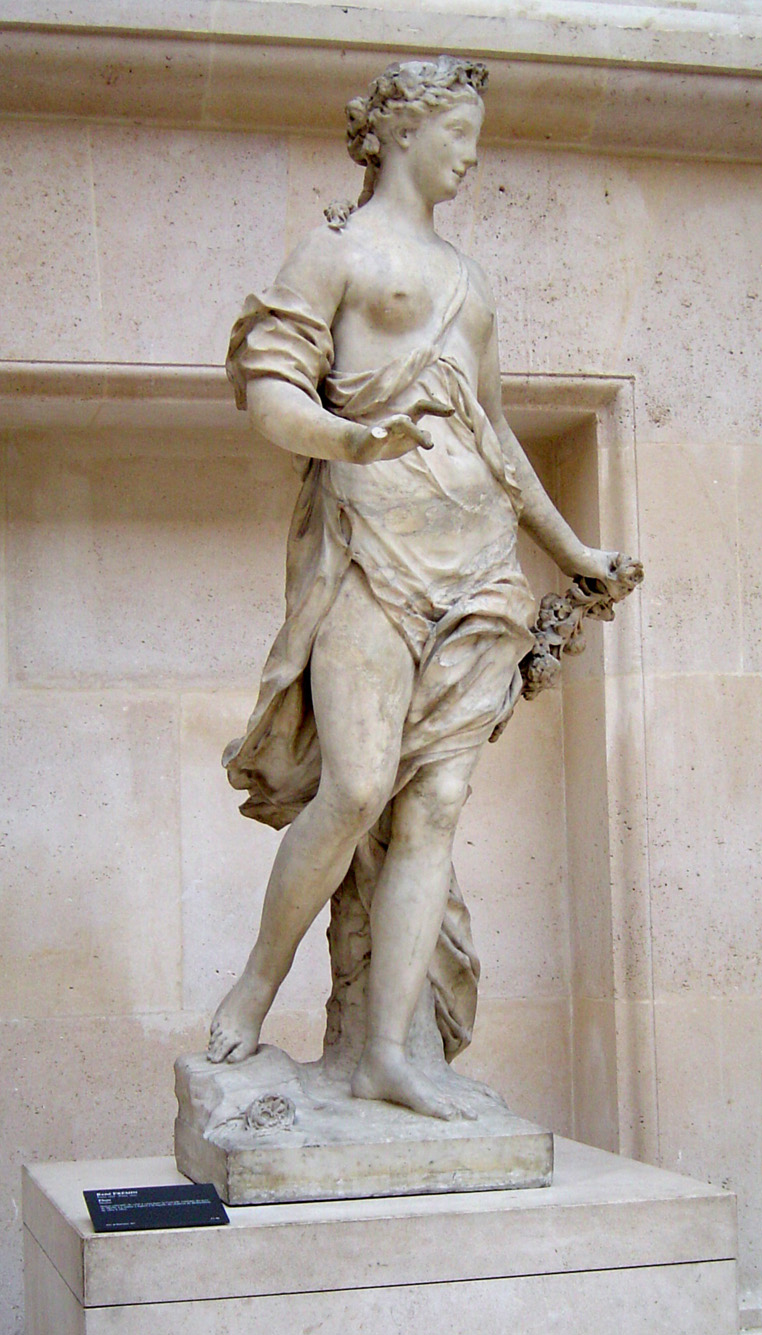
Flora, 1706-1709, Parigi, Museo del Louvre
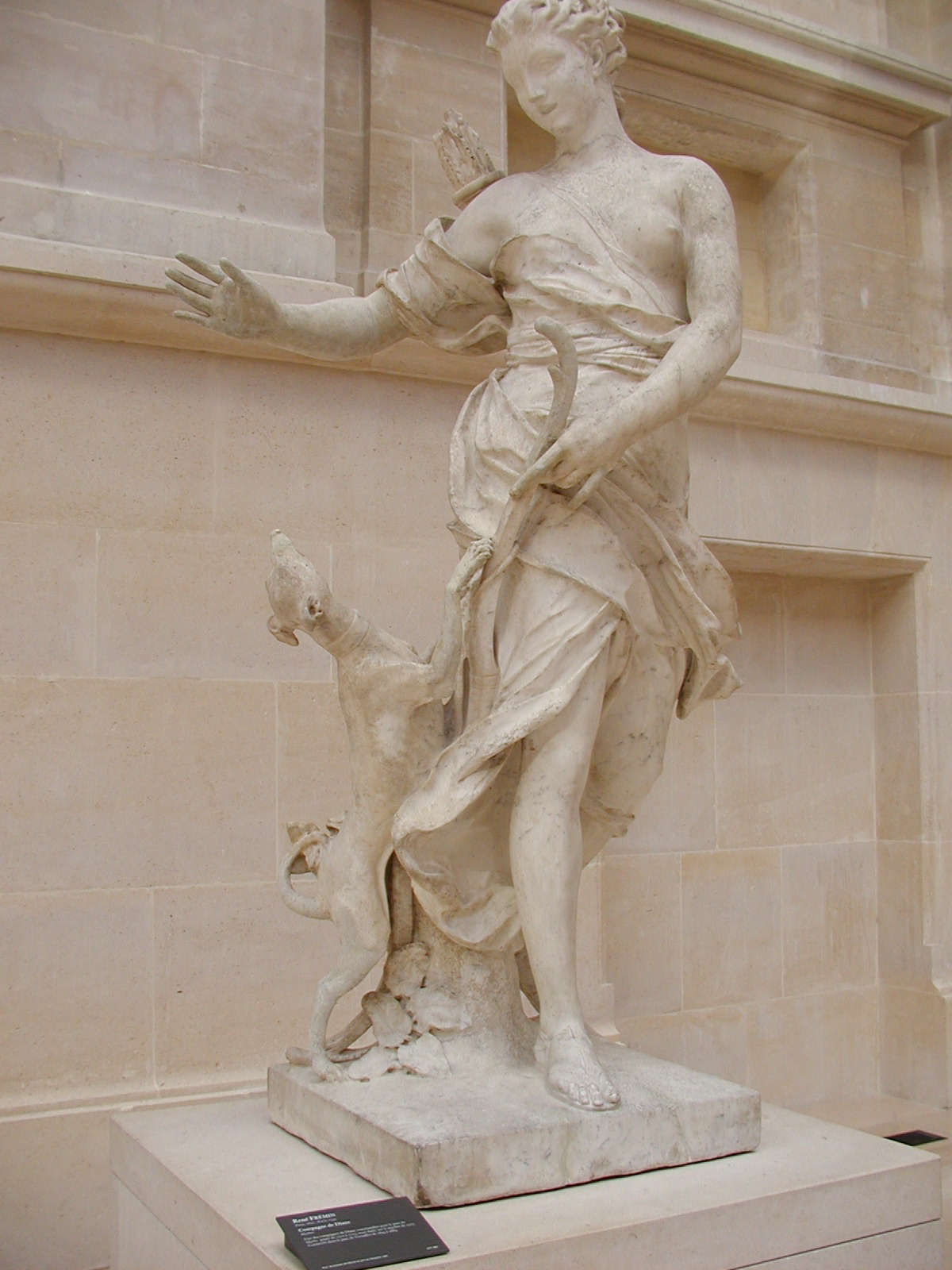
Compagno di Diana, 1710-1717, Parigi, Museo del Louvre